# Blair Underwood

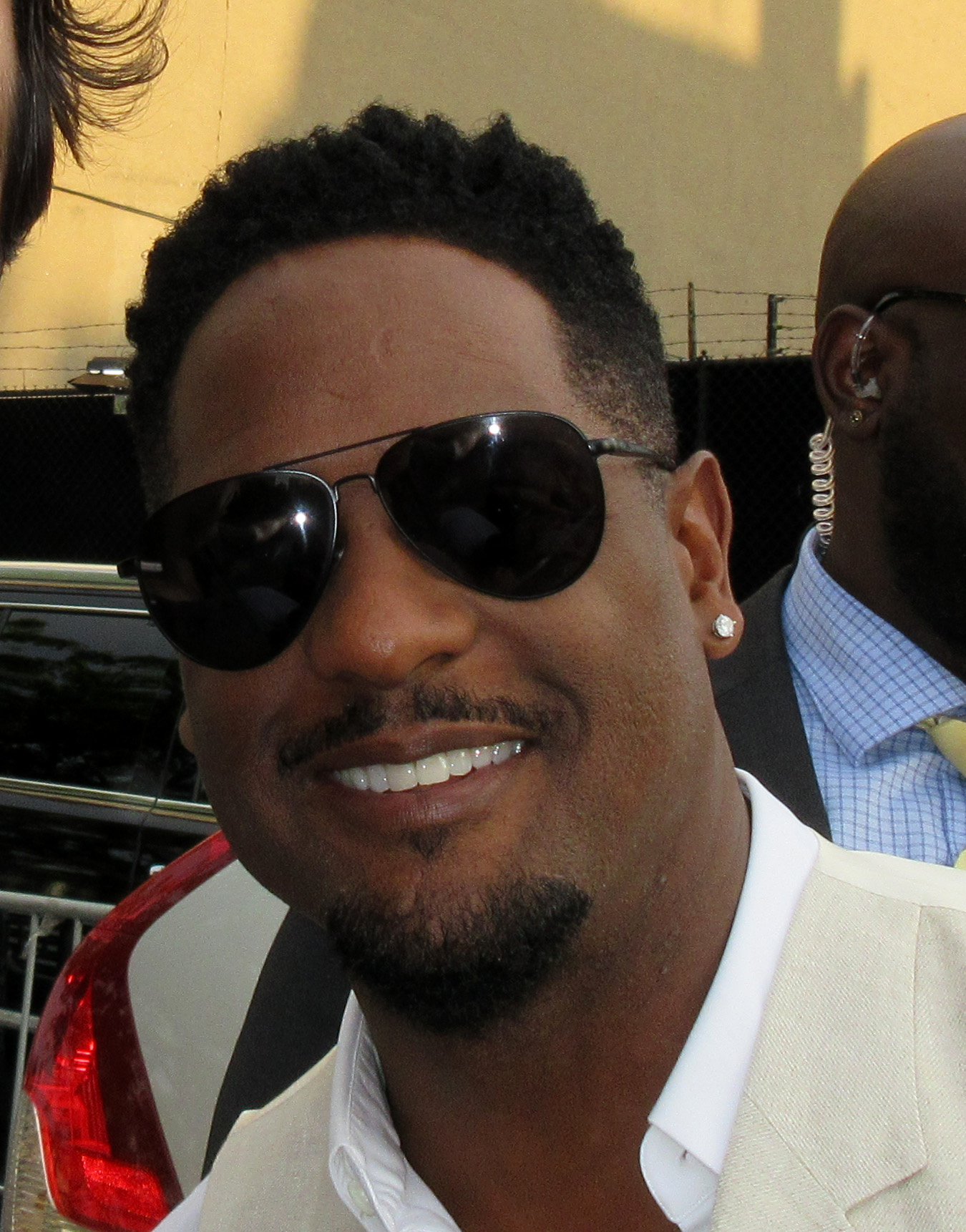
Blair Underwood (2019)

Blair Underwood (* 25. August 1964 in Tacoma, Washington) ist ein US-amerikanischer Schauspieler.

## Leben
Underwood studierte Schauspiel an der Carnegie Mellon University in Pittsburgh. 1985 begann seine Karriere mit Gastauftritten in Die Bill-Cosby-Show und Knight Rider. Im selben Jahr drehte Underwood mit Krush Groove seinen ersten Kinofilm. 1987 erhielt er die Rolle des Jonathan Rollins in der Anwaltserie L.A. Law, die er bis 1994 spielte und für die er 1991 für einen Golden Globe nominiert war. 1992 erhielt er für das Dokudrama Murder in Mississippi seinen ersten Image Award. Sein zweiter Image Award wurde ihm 1995 für L.A. Law verliehen.
1995 spielte er neben Sean Connery und Laurence Fishburne in dem Thriller Im Sumpf des Verbrechens. Ein Jahr später war Underwood in Set It Off zu sehen. Des Weiteren verkörperte er in dem Fernsehfilm Soul of the Game die Baseball-Legende Jackie Robinson. 1997 war Underwood in dem Science-Fiction-Film Gattaca an der Seite von Uma Thurman und Ethan Hawke zu sehen. 1998 folgte eine Rolle in dem Katastrophenfilm Deep Impact.
2000 übernahm er die Hauptrolle in der Fernsehserie City of Angels, welche ihm 2001 einen weiteren Image Award als bester Hauptdarsteller in einer Drama-Serie einbrachte. Im selben Jahr erhielt er seinen bis dato letzten Image Award als Bester Nebendarsteller für seine Rolle in dem Kriegsfilm Rules – Sekunden der Entscheidung. 2004 hatte Underwood wiederkehrende Gastrollen in den Fernsehserien Sex and the City und Lax. 2006 war er in dem Thriller Der Hades-Faktor zu sehen. Ab März 2015 übernahm Underwood in der Fernsehserie Marvel’s Agents of S.H.I.E.L.D. eine wiederkehrende Nebenrolle.
In dem 2007 erschienenen Hörbuch "The Bible Experience" (dem kompletten Bibeltext, u. a. mit Denzel Washington und Angela Bassett) übernahm er die Sprechrolle von Jesus.
2018 wurde er in die Academy of Motion Picture Arts and Sciences berufen, die jährlich die Oscars vergibt.

## Filmografie (Auswahl)
- 1985: Knight Rider (Fernsehserie, Folge 4x01)
- 1985: Die Bill Cosby Show (The Cosby Show, Fernsehserie, 2 Folgen)
- 1985: Krush Groove
- 1986–1987: Downtown (Fernsehserie, 13 Folgen)
- 1987: Agentin mit Herz (Scarecrow and Mrs. King, Fernsehserie, Folge 4x19)
- 1987: 21 Jump Street – Tatort Klassenzimmer (21 Jump Street, Fernsehserie, Folge 1x07)
- 1987–1994: L.A. Law – Staranwälte, Tricks, Prozesse (L.A. Law, Fernsehserie, 145 Folgen)
- 1988: Mickey's 60th Birthday (Fernsehfilm)
- 1989: Jackie und Denise – Eine Freundschaft auf Leben und Tod (The Cover Girl and the Cop, Fernsehfilm)
- 1991: Mord in Mississippi (Murder in Mississippi, Fernsehfilm)
- 1990: Eine Woge von Hass (Heat Wave, Fernsehfilm)
- 1991: College Fieber (A Different World, Fernsehserie, Folge 4x12)
- 1991: Memorial: Letters from American Soldiers (Dokumentar-Kurzfilm)
- 1993: Auf den Straßen von L.A. (Father & Son: Dangerous Relations, Fernsehfilm)
- 1993: Posse – Die Rache des Jessie Lee (Posse)
- 1995: Im Sumpf des Verbrechens (Just Cause)
- 1996: Soul of the Game (Fernsehfilm)
- 1996: Trial – Ein Bulle schlägt zurück (Mistrial, Fernsehfilm)
- 1996: Set It Off
- 1996–1997: Die Cops von El Camino (High Incident, Fernsehserie, 22 Folgen)
- 1997: Gattaca
- 1998: Deep Impact
- 1998: Tödliche Freundschaft (Asunder)
- 1999: Der Wunschbaum (The Wishing Tree)
- 2000: Rules – Sekunden der Entscheidung (Rules of Engagement)
- 2000: City of Angels (Fernsehserie, 24 Folgen)
- 2002: G
- 2002: Voll Frontal (Full Frontal)
- 2003: Malibu’s Most Wanted
- 2003–2004: Sex and the City (Fernsehserie, 5 Folgen)
- 2004: Lax (Fernsehserie, 5 Folgen)
- 2004–2005: Fatherhood (Fernsehserie, 26 Folgen, Stimme)
- 2006: Neue Liebe, neues Glück (Something New)
- 2006: Das verrückte Familienfest (Madea’s Family Reunion)
- 2006: Der Hades-Faktor (Covert One: The Hades Factor, Fernsehfilm)
- 2006–2010: The New Adventures of Old Christine (Fernsehserie, 9 Folgen)
- 2007: Law & Order: Special Victims Unit (Fernsehserie, Folge 8x11)
- 2007–2009: Dirty Sexy Money (Fernsehserie, 22 Folgen)
- 2008: In Treatment – Der Therapeut (In Treatment, Fernsehserie, 9 Folgen)
- 2010–2011: The Event (Fernsehserie, 22 Folgen)
- 2011: Von der Kunst, sich durchzumogeln (The Art of Getting By)
- 2011: Der Vietnamkrieg – Trauma einer Generation (Vietnam in HD)
- 2012: Woman Thou Art Loosed: On the 7th Day
- 2013: Ironside (Fernsehserie, 9 Folgen)
- 2014: The Trip to Bountiful (Fernsehfilm)
- 2015–2016: Marvel’s Agents of S.H.I.E.L.D. (Fernsehserie, 10 Folgen)
- 2016: Good Wife (The Good Wife, Fernsehserie, Folge 7x17)
- 2016–2018: Quantico (Fernsehserie, 35 Folgen)
- 2018: The After Party
- 2019: Juanita
- 2019: When They See Us (Miniserie, 2 Folgen)
- 2019: Dear White People (Fernsehserie, 5 Folgen)
- 2020: Self Made: Das Leben von Madam C.J. Walker (Miniserie, 4 Folgen)
- 2020: Bad Hair
- 2020: Really Love
- 2020: Your Honor (Fernsehserie, Folge 1x01)
- 2021: American Crime Story (Fernsehserie, 3 Folgen)
- 2021: Love Life (Fernsehserie, Folge 2x07)
- 2023: Origin
- 2023: Smothered (Fernsehserie, 3 Folgen)
- 2023: Three Women (Fernsehserie, 5 Folgen)
- 2024: Elsbeth (Fernsehserie, Folge 1x05)
- 2024: Longlegs
- 2025: One Spoon of Chocolate

## Auszeichnungen
- Golden Globes

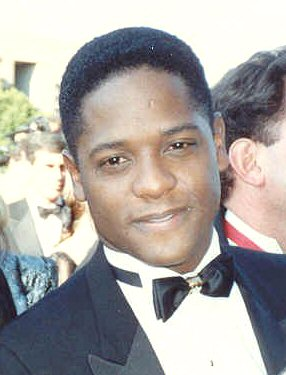
Blair Underwood bei den Emmy Awards 1989

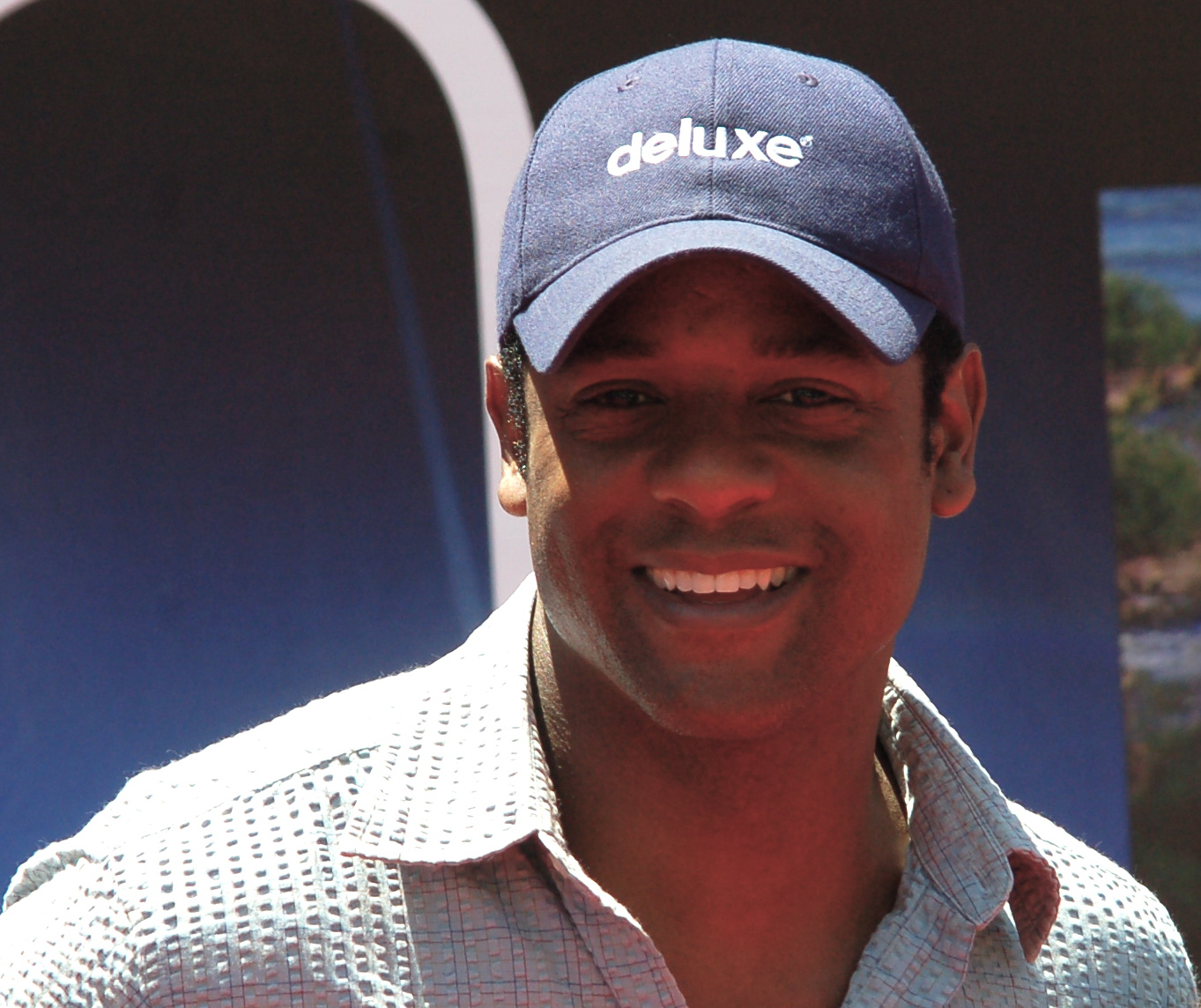
Bei der Premiere von Unsere Erde – Der Film im April 2009

  - 2009, Hervorragender Nebendarsteller in einem Special: In Treatment (Nominiert)
  - 1991, Hervorragender Nebendarsteller in einem Special: L.A. Law (Nominiert)

- Grammy Awards
  - 2009, Best Spoken Word Album: An Inconvenient Truth (Gewinner)

- Image Award
  - 2011, Hervorragender Nebendarsteller in einer Serie (Drama): The Event (Nominiert)
  - 2009, Hervorragender Nebendarsteller in einer Serie (Drama): In Treatment (Nominiert)
  - 2009, Hervorragender Nebendarsteller in einer Serie (Drama): Dirty, Sexy, Money (Nominiert)
  - 2009, Hervorragender Nebendarsteller in einer komödiantischen Serie: The New Adventures of Old Christine (Nominiert)
  - 2008, Hervorragender Nebendarsteller in einer Serie (Drama): Dirty, Sexy, Money (Nominiert)
  - 2008, Hervorragender Nebendarsteller in einer komödiantischen Serie: The New Adventures of Old Christine (Nominiert)
  - 2005, Hervorragender Nebendarsteller in einer komödiantischen Serie: Sex & the City (Nominiert)
  - 2004, Hervorragender Nebendarsteller in einer komödiantischen Serie: Sex & the City (Nominiert)
  - 2001, Hervorragender Nebendarsteller in einer Serie (Drama): City of Angels (Gewinner)
  - 2001, Hervorragender Nebendarsteller in einem Spielfilm: Rules of Engagement (Gewinner)
  - 1999, Hervorragender Hauptdarsteller in einem Special: Mamma's Flora's Family (Gewinner)
  - 1997, Hervorragender Hauptdarsteller in einem Special: Soul of the Game (Nominiert)
  - 1997, Hervorragender Nebendarsteller in einem Spielfilm: Set It Off (Nominiert)